# Benfica do Ribatejo
Benfica do Ribatejo es una freguesia portuguesa del municipio portugués de Almeirim, con 29,16 km² de extensión y 3117 habitantes (2001). Densidad: 106,9 hab/km².
Esta fregresia se sitúa a poniente, limitando con el municipio de Salvaterra de Magos. Se encuentra bajo la jurisdicción del municipio de Almeirim desde 1836, encontrándose hasta entonces bajo la jurisdicción del municipio de Santarém.
Benfica do Ribatejo tiene la categoría de vila (villa).

## Patrimonio histórico
- Techos de dos salas del Palacio de Landal.